# Campeonato Gaúcho de Futebol de 1996 - Série A
O Campeonato Gaúcho de Futebol de 1996, foi a 76ª edição da competição no Estado do Rio Grande do Sul. Novamente a Série A teve 14 clubes, já na Série B houve um aumento de dez para 14. Neste ano o Guarany/CA, pediu licença e foi substituído pelo Pratense. A disputa teve início em 2 de fevereiro e o término em 30 de junho de 1996. O campeão deste ano foi o Grêmio.

## Série A
| - Basil-Far (Farroupilha)4ª - Caxias (Caxias do Sul)35ª - Esportivo (Bento Gonçalves)26ª - Glória (Vacaria)8ª - Grêmio (Porto Alegre)54ª - Grêmio Santanense (Santana do Livramento)12ª - Internacional (Porto Alegre)52ª | - Juventude (Caxias do Sul)34ª - Pelotas (Pelotas)40ª - São Luiz (Ijuí)10ª - Veranópolis (Veranópolis) 3ª - Ypiranga (Erechim)17ª - Guarani-VA (Venâncio Aires) 6ª (Rebaixado Série B) - Atlético de Carazinho (Carazinho) 8ª (Rebaixado Série B) |

## Série B
| - Brasil-PE (Pelotas)41ª Classificado - Santo Ângelo (Santo Ângelo) 7ª Classificado | - 14 de Julho (Santana do Livramento) 6ª - 15 de Novembro (Campo Bom) 2ª - Santa Cruz -RS (Santa Cruz do Sul)27ª - São Paulo (Rio Grande)23ª - Taquariense (Taquari) 1ª - Pratense (Nova Prata) 2ª (Rebaixado-2ª Divisão) - Rio Grande (Rio Grande)13ª (Rebaixado-2ª Divisão) |

## Finais
- 23 de junho

Juventude 0-3 Grêmio
- 30 de junho

Grêmio 4-0 Juventude

## Campeão
| Campeonato Gaúcho de Futebol 1996             |
| --------------------------------------------- |
| Grêmio Foot-Ball Porto Alegrense (31º título) |

## Artilheiro
- Sandro Pires (Ypiranga) 12 gols

## Segunda Divisão
Campeão:Novo Hamburgo
2º lugar:São José